# Satmòdem
Un satmódem (per satellite mòdem, en anglès, SM) és un mòdem que s'empra per establir una transmissió de dades amb un satèl·lit de comunicacions.
El satèl·lit ofereix l'enorme avantatge enfront de les connexions terrestres de banda ampla, que sol tenir bastant més cobertura (ex. en tota la Unió Europea) i que és més fàcil canviar d'emplaçament amb el mateix equip i amb el mateix abonament.
Existeixen dos tipus diferents de satmòdems:
- Satmòdems unidireccionals (són mòdems DVB-IP) que utilitzen una via diferent al satèl·lit com a canal de retorn (el telèfon, cable, etc.).
- Satmòdems bidireccionals (també denominats Satellite Interactive Terminal (SIT); són mòdems DVB-RCS) que empren també el satèl·lit com a canal de retorn (no necessiten una connexió addicional, com el telèfon, cable, WiMAX, etc.). DVB-RCS és l'estàndard ETSI EN 301 790. La majoria dels satmòdems al mercat inclouen aquest estàndard i és l'únic estàndard internacional obert.

La integritat d'aquest pot danyar-se per a tota la vida si es desinstal·la constantment, és a dir, tallar el senyal apagant el mateix.

## Enllaç Satmòdem
Un satmòdem no és l'únic dispositiu necessari per establir un canal de comunicació. Un altre dels equips essencials per a la creació d'un enllaç per satèl·lit són antenes de satèl·lit i convertidors de freqüència.
Les dades a transmetre es transfereixen a un mòdem d'equip terminal de dades (per exemple, un ordinador). El mòdem en general té Freqüència intermèdia de sortida (IF) (és a dir, 50 a 200 MHz), però, de vegades el senyal es modula directament a L-banda. En la majoria de casos la freqüència es converteix usant un upconverter abans de l'amplificació i la transmissió.
Un senyal modulat és una seqüència de símbols, peces de dades representades per un estat de senyal corresponent, per exemple, s'utilitzen un bit o uns pocs bits, depenent de l'esquema de modulació.
De la mateixa manera, un senyal rebuda des d'un satèl·lit és convertida en primer lloc (això es fa mitjançant un convertidor de baix soroll bloquejar - LNB), llavors és demodulada per un mòdem, i finalment és gestionada per uns equips terminals de dades. El LNB és accionada generalment pel mòdem a través del cable de senyal amb 13 o 18 V DC

## Característiques
Les principals funcions d'un mòdem de satèl·lit són les de modulació i demodulació. Els estàndards de comunicació per satèl·lit també defineixen els codis de correcció d'errors i formats d'enquadrament.
tipus de modulació populars que s'utilitzen per a les comunicacions per satèl·lit:
- modulació per desplaçament de fase binària (BPSK);
- Quadratura per desplaçament de fase (QPSK);
- modulació per desplaçament de fase en quadratura ortogonal (OQPSK);
- 8PSK;
- modulació d'amplitud en quadratura (QAM), especialment 16QAM.

Els codis de correcció d'errors per satèl·lit populars inclouen:
- Els codis convolucionals:
  - amb longitud de restricció de menys de 10, generalment descodificada utilitzant un algoritme de Viterbi (veure descodificador Viterbi);
  - amb longitud de restricció més de 10, en general descodificada utilitzant un algoritme de Fano (veure descodificador seqüencial);
- codis Reed-Solomon generalment concatenen amb els codis convolucionals amb una intercalació;
- Els nous mòdems compatibles amb els codis de correcció d'errors (superiors codis turbo i els codis LDPC).

formats de trama que són compatibles amb diversos mòdems satelitales inclouen:
- Servei al Intelsat (SII) enquadrament
- velocitat de dades intermèdia (IDR) enquadrament
- MPEG-2 framing transport (utilitzat en DVB)
- E1 i T1 framing

mòdems d'alta gamma també incorporen algunes característiques addicionals:
- Múltiples interfícies de dades (com RS-232, RS-422, V.35, G.703, LVDS, Ethernet);
- Distant d'extrem incrustat monitor i Control (Edmac), que permet controlar el mòdem d'extrem distant;
- Automatic Power Control d'enllaç ascendent (AUPC), és a dir, l'ajust de la potència de sortida per mantenir un senyal constant a soroll a l'extrem distant;
- Caure i funció d'inserir un flux multiplexat, permetent reemplaçar alguns canals en el mateix.

## Estructura interna
Probablement la millor manera d'entendre el funcionament del mòdem és buscar en la seva estructura interna i els seus corresponents components.
vies analògiques
Després d'una conversió de digital a analògica en el transmissor, el senyal passa a través d'un filtre de reconstrucció. Llavors la seva freqüència es converteix si cal.
El propòsit del tracte analògica en el receptor és la de convertir la freqüència del senyal, per ajustar la seva potència a través d'un circuit de control automàtic de guany i per obtenir els seus complexos components de desenvolupament.
El senyal d'entrada per al tracte analògica és a la freqüència intermèdia a la de banda L, en el segon cas s'ha de convertir en primer lloc a IF. A continuació, el senyal es mostreja ja sigui o processada pel multiplicador de quatre quadrants que produeix els components envoltant complexa (I, Q) mitjançant multiplicant per la freqüència heterodina.
Finalment, el senyal passa a través d'un filtre anti-aliasing i es prenen mostres
Modulador i demodulador
Un modulador digital transforma un corrent digital en un senyal de ràdio a la freqüència intermèdia (IF). Un modulador és generalment un dispositiu molt més senzill que un demodulador, ja que no ha de recuperar de símbols ni la freqüència portadora.
Un demodulador és una de les parts més importants del receptor. L'estructura exacta del demodulador es defineix per un tipus de modulació. Tot i així, els conceptes fonamentals són similars. A més, és possible desenvolupar un demodulador que pot processar senyals amb diferents tipus de modulació.
La demodulació digital implica que un rellotge de símbols (i, en la majoria dels casos, un generador de freqüència intermèdia) que està al costat de recepció ha de ser sincronitzat amb els que estan a la banda de transmissió. Això s'aconsegueix mitjançant els dos circuits següents:
- circuit de temporització de recuperació, la determinació de les fronteres de símbols.
- circuit de recuperació de portadora, el que determina el significat real de cada símbol. Hi ha tipus de modulació de freqüència (com modulació per desplaçament) que poden ser demoduladas sense recuperació del portador (demodulació no coherent), però aquest mètode és generalment pitjor.

També hi ha components addicionals en el demodulador, com el equalitzador d'interferència entre símbols.
Si el senyal analògic digitalitzat va sense un multiplicador de quatre quadrants, l'envoltant complexa ha de ser calculat per un mesclador complex digital.
De vegades, un circuit de control automàtic de guany digital s'implementa en el demodulador.
Codificació
Les tècniques de correcció d'errors són essencials per a les comunicacions per satèl·lit, ja que, a causa del limitat poder de satèl·lit la relació senyal a soroll en el receptor és en general bastant pobre. La correcció d'errors funciona mitjançant l'addició d'una redundància artificial a un flux de dades a la banda de transmissió, i l'ús d'aquesta redundància s'utilitza per corregir els errors causats pel soroll i la interferència.
Dins un codificador de FEC s'aplica un codi de correcció d'error al corrent digital, l'addició de redundància.
Un descodificador FEC descodifica el codi de correcció d'errors que s'utilitza al senyal específic.
Codificació diferencial
Hi ha diversos tipus de modulació (com ara PSK i QAM) que tenen una ambigüitat de fase, és a dir, un portador pot ser restaurat de diferents maneres. Així doncs, la codificació diferencial s'utilitza per resoldre aquesta ambigüitat.
Quan s'utilitza codificació diferencial, les dades passen deliberadament a dependre no només en el símbol actual, sinó també de l'anterior.
Aleatorització
Aleatorització és una tècnica utilitzada per seleccionar a l'atzar una seqüència de dades per eliminar '0' o les seqüències llargues per tal d'assegurar la dispersió d'energia. Long '0' només i '1' de només seqüències creen dificultats per a la recuperació de temporització del circuit. Scramblers i descodificadors generalment es basen en registres de desplaçament amb realimentació lineal.
Un aleatorizador aleatoriza el flux de dades a transmetre. Un descodificador restableix el flux original de la qual remenats.
L'Aleatorització no s'ha de confondre amb el xifrat, ja que no protegeix la informació dels intrusos.
Multiplexació
Un multiplexor transforma diversos fluxos digitals en un sol corrent. Això es refereix sovint com "Muxing".
Generalment, un demultiplexor és un dispositiu que transforma un flux de dades multiplexats de diversos corrents. El Satmòdem no té tantes sortides, de manera que un demultiplexor aquí realitza una operació de descens, el que permet triar els canals que seran transferits a la sortida.
Un desmultiplexor aconsegueix aquest objectiu mitjançant el manteniment de la sincronització de trama.

## Principals fabricants
Els principals fabricants i models de terminals DVB-RCS són:
- Advantech Satellite Networks AryaSat, ASN
- Gilat Satellite Networks SkyEdge i GIL
- Informatics Services Corps (ISC)
- Newtec NEW1
- NanoTronix NAN1
- STM Norway AS SatLink i STM
- ViaSat LinkStar i VIA1

## Certificació SatLabs
SatLabs és una organització internacional sense ànim de lucre, per a l'adopció de l'estàndard DVB-RCS/2 a llarga escala. L'objectiu principal de SatLabs és assegurar la ineroperabilitat entre terminals (satmòdems) i sistemes DVB-RCS, per després obtenir solucions de baix cost.
El Programa de Qualificació de SatLabs (SatLabs Qualification Program) té per objectiu proporcionar un procés de certificació independent. Quan un terminal ha passat amb èxit la prova definida en el SatLabs Qualification Program, s'atorga un Certificat de Conformitat (Certificate of Compliance) i el terminal queda definit com un Producte Qualificat (Qualified Product).

## Utilització de DVB-RCS
DVB-RCS ha guanyat atractiu en mercats com Rússia, Índia i Xina, on les agències governamentals estan manant estàndards oberts. Índia fins i tot ha manat DVB-RCS específicament per a la seva xarxa d'educació a distància Edusat, així com per al seu previst sistema de telemedicina. Sud-amèrica també s'està dirigint cap al DVB-RCS.